# Europcell
Die Europcell Holding GmbH ist ein Handelsunternehmen für Zellstoffe und Papiere mit Sitz in Hanau.

## Geschichte
Europcell wurde 1995 als Vertriebsgesellschaft für Forstprodukte in Hanau gegründet. Der Schwerpunkt der Geschäfte lag zunächst in Osteuropa. Später wuchs das Netzwerk an Kunden und Lieferanten. Heute ist Europcell in ganz Europa sowie in Asien, Nordafrika, Nord- und Südamerika aktiv.

## Produkte
Das Produktportfolio umfasst neben Papierzellstoffen, Zellstoff für die Faserzementindustrie und Zellstoffe für die Viskosefaserherstellung. Des Weiteren gehören zum Produktportfolio graphisch Papiere, Verpackungspapiere, Karton, graphischer Karton und Tissue-Papiere.

## Geschäftsbereiche
Das Unternehmen gehört zur Europcell Holding und ist ein inhabergeführtes Unternehmen mit mehr als 100 Mitarbeitern in 20 Niederlassungen weltweit. Es werden jährlich über 1.000.000 Tonnen an Forstprodukten bewegt. Die Europcell GmbH ist in 70 Ländern tätig und seit 2004 FSC (Forest Stewardship Council) zertifiziert. Das Unternehmen bietet Marketing- und Management-Dienstleistungen für Forstprodukte an. Dazu gehören die Vermittlung im Ein- und Verkauf, die Auftragsfinanzierung, das Risikomanagement, Lagerhaltung und Logistik, Marktforschung und Consulting.
Die Holding besteht aus den Unternehmen:
- Europcell GmbH in Hanau / Deutschland
- Europcell Zellstoffhandels GmbH in Wien / Österreich
- Europcell Hong Kong Limited in Hong Kong
- Europcell Trading Guangzhou Ltd. / China
- Germex GmbH in Hanau / Deutschland[6]

## Belege
1. ↑  EUROPCELL Holding GmbH, Hanau, Konzernabschluss zum Geschäftsjahr vom 01.01.2023 bis zum 31.12.2023, abgerufen über unternehmensregister.de.
2. ↑  Handelsregister B des Amtsgerichts Hanau, Historischer Auszug zur Registernummer 5370, abgerufen am 30. April 2025 unter handelsregister.de.
3. ↑  EUROPCELL Holding GmbH, Hanau, Konzernabschluss zum Geschäftsjahr vom 01.01.2018 bis zum 31.12.2018, abgerufen über unternehmensregister.de.
4. ↑  Produkte. In: Europcell. 3. November 2023, abgerufen am 3. November 2023.
5. ↑  Geschäftsbereiche der Europcell. In: Europcell. 3. November 2023, abgerufen am 3. November 2023.
6. ↑  Germex website. 3. November 2023, abgerufen am 3. November 2023 (englisch).